# لمور قهوه‌ای طوق‌دار
 لمور قهوه‌ای طوق‌دار (نام علمی: Eulemur collaris) نام یک گونه از تیره لموریان است.